# Estonian Air
AS Estonian Air — національний авіаперевізник Естонії, який належить уряду цієї країни. Базувався у Таллінні, Естонія. Виконував регулярні та чартерні рейси до країн Європи, а також займався вантажними перевезеннями. Мав тісні зв'язки із Scandinavian Airlines System (SAS). 8 листопада 2015 року компанію було закрито, рейси припинені.
AS Estonian Air мав у своєму складі два підрозділи, а також два спільних підприємства з іншими компаніями. Estonian Air Jet Leasing Ltd був власником всіх літаків материнської компанії та разом із AS Estonian Air Regional експлуатує літак Saab 340. Estonian Aviation Fuelling Services AS забезпечував послуги з заправки літаків у аеропорті Таллінна. AS Amadeus Eesti відповідав за співпрацю з туристичними агентствами.
90 % Estonian Air належить Естонському уряду, ще 10 % SAS Group. Станом на травень 2009 року чисельність персоналу становила 351 особу, включаючи персонал AS Estonian Air Regional. На відміну від свого партнера, Scandinavian Airlines, Estonian Air не входив до Star Alliance, проте пасажири авіакомпанії могли користуватися програмою лояльності SAS під назвою EuroBonus.

## Історія
Estonian Air бала заснована у 1991 року та використовувала літаки збанкрутілого підрозділу Аерофлоту у Естонії. Перший політ відбувся 1 грудня 1991 року до Франкфурта, Німеччина.
У 1992 році авіакомпанія стала членом IATA, а перший Boeing 737-500 почала експлуатувати у 1995 році. У 1996 році компанія була частково приватизована Maersk Air (49 % акцій) та Cresco investment bank (17 % акцій). Estonian Air взяла у лізинг ще два Boeing 737—500, щоб замінити старі радянські літаки, а у 1996 році до складу флоту авіакомпанії увійшло два Fokker 50. У 2003 році Maersk Air продала свою долю у авіакомпанії великому скандинавському перевізнику SAS. У 2004 році послугами авіакомпанії скористався 500 000-й пасажир.
У березні 2007 року було повідомлено, що Estonian Air візьме в лізинг, ще один Boeing 737—500 для експлуатації його на маршруті до Відня. У червня 2008 року компанія взяла у лізинг два Saab 340 та заснувала компанію Estonian Air Regional. Під цим ім'ям компанія почала виконувати рейси з Таллінна до Курессааре, Гельсінкі, Вільнюса, Стокгольма.
У 2008 році почалися перельоти до Мінська, Мюнхена та Рима й було замовлено три Bombardier CRJ900 NG. У листопаді 2008 року прем'єр-міністр Естонії Андрус Ансіп повідомив, що SAS звернулись до уряду с проханням про негайну допомогу авіакомпанії через скрутну фінансову ситуацію та з пропозицію викупити їхню частку.
У 2009 році Estonian Air згорнула польоти до Відня, Франкфурта та Сімферополя. Також був закритий підрозділ з наземного обслуговування. Проте були відкриті нові напрямки з Таллінна до Амстердама, Берліна, Санкт-Петербурга.
У 2010 році Estonian Air почала співпрацювати з KLM та анонсувала відкриття маршруту Таллінн — Вільнюс — Амстердам. Перельоти у цьому напрямку почались 12 лютого 2010 року.
10 травня 2010 уряд Естонії та SAS домовились, що уряд надасть 21 мільйон Євро в обмін на 39 % акцій компанії. Частка SAS скоротилась до 10 %. Крім того уряд може викупити решту 10 % акцій компанії до 2014 року. Незважаючи на зміну власника, Estonian Air та SAS Scandinavian Airlines продовжують співпрацю. У вересні 2010 року було анонсовано, що Estonian Air нарешті підписали контракт на поставку Bombardier, CRJ-900 NextGen, два з яких були передані компанії у січні 2011 року. Третій літак мав бути переданий у 2012 році.
8 листопада 2015 року компанію було закрито. 

## Напрямки

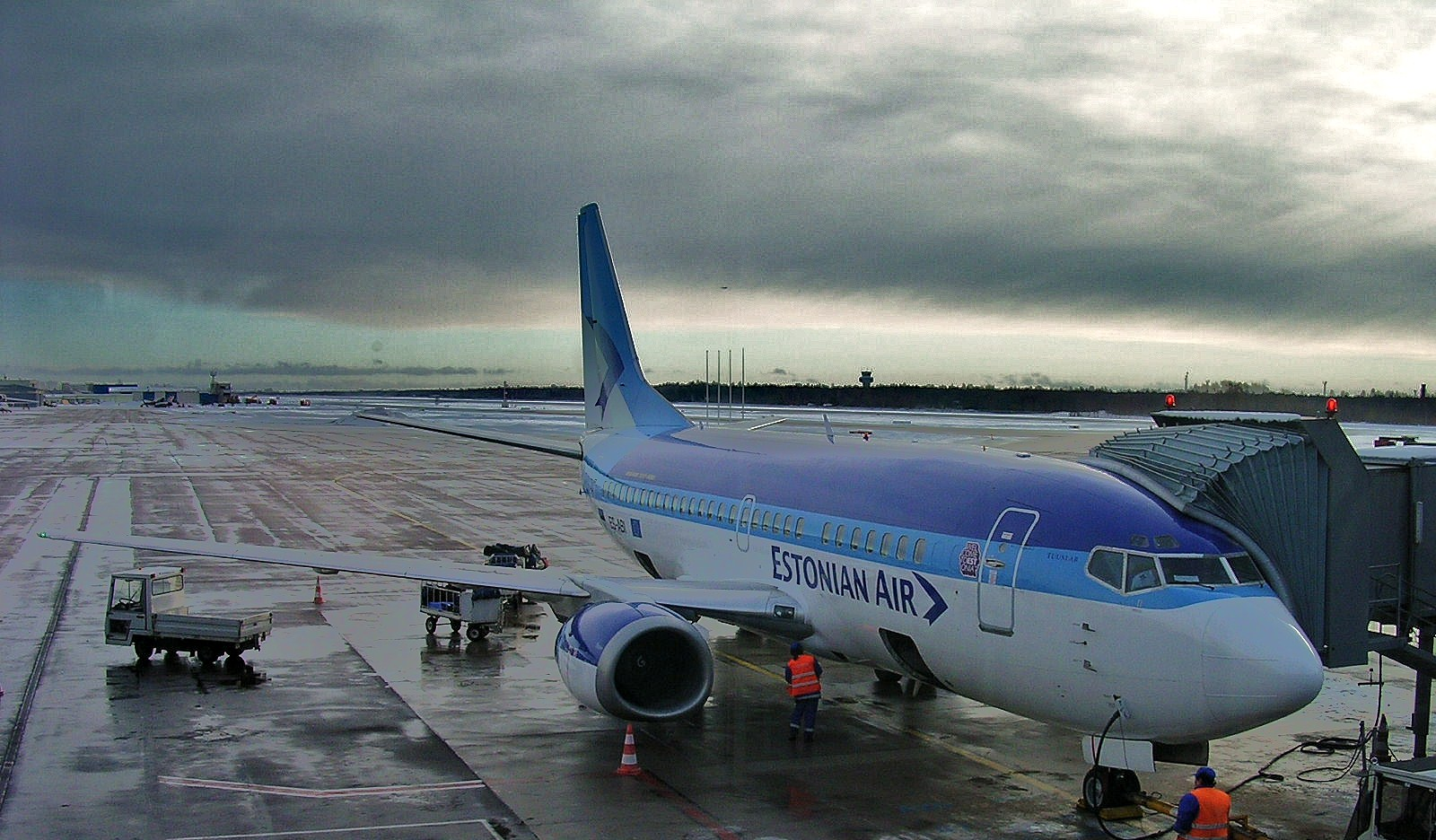
Estonian Air Boeing 737—500 у Талліннськом аеропорту

Estonian Air виконує прямі перельоти з Таллінна до Амстердама, Барселони, Берліна, Брюсселя, Копенгагена, Дубліна, Гамбурга, Києва, Курессааре, Лондона, Мілана, Мінська, Москви, Ніцци, Осло, Парижа, Санкт-Петербурга, Стокгольма, Вільнюса та Тарту, в також з Курессааре до Стокгольма. Друга база авіакомпанії, починаючи з зимового розкладу 2010 року, розташована у Вільнюсі. З Вільнюса виконується рейси до Амстердама, Берліна, Мілана, Стокгольма та Таллінна. Estonian Air планує нарощувати свою присутність у Литві.

### Код-шерінгові партнери
- Aeroflot (SkyTeam)
- Air China (Star Alliance)
- Brussels Airlines (Star Alliance)
- KLM (SkyTeam)
- Scandinavian Airlines (Star Alliance)
- Singapore Airlines (Star Alliance)

## Наземне обслуговування польотів
На додаток до перевезення пасажирів та вантажів Estonian Air надає послуги з реєстрації пасажирів, обробки багажу та обслуговування літака. Крім своїх літаків, Estonian Air обслуговує літаки інших авіакомпаній. У список клієнтів входять, наприклад, Czech Airlines, SAS, EasyJet, airBaltic, City Airline, Estonian Air Regional і безліч чартерних фірм. У 2007 році Estonian Air обслужила 57 % всіх рейсів із талліннського аеропорту та 70 % пасажирів.

## Флот
На червень 2014 флот Estonian Air включав такі літаки. Середній вік літаків у флоті компанії становить 8,2 року:

### Попередній флот
- Ту-134: 11 (1990—1996)
- Як-40: 4 (1990—1996)
- Boeing 737—500: 7 (1995—2010)
- Fokker 50: 5 (1996—2003)